# Житник
Житник (Apodemus) — рід невеликих гризунів із родини мишевих. Донедавна їх об'єднували з групою лісових мишей, що нині визнаються за окремий рід Мишак (Sylvaemus).

## Опис тварин
Забарвлення коричневе або вохристе, живіт білий. Від вовчків, полівок та хом'ячків відрізняються довгим, майже голим хвостом; від мишівок — тим, що довжина хвоста ненабагато більша, або ж дорівнює довжині тіла. Задня сторона різців без уступу. Активні вночі, взимку всього 1—3 години за добу. Дуже рухливі тварини, можуть проходити до 1,5 км за добу, відходити за сотні метрів від нори. Іноді живляться на відстані всього декількох метрів. Розмножуються до 5 разів за рік, вагітність продовжується 20—25 днів, у виводку зазвичай 4—7 дитинчат.

## Проживання
Мешкають у степових перелісках, чагарниках та заплавах річок. Живуть у земляних норах, зимують під корінням та пнями. Риють нори довжиною до 3 м, з 2—3 входами, гніздовою камерою та 1—2 коморами на глибині близько 0,5 м. У вологих місцях будують гнізда на поверхні землі.

## Живлення
Живляться в основному насінням дерев та чагарників, а також ягодами, молодими пагонами і комахами. Роблять запаси насіння на зиму.

## Значення
Розносять та закопують насіння рослин. Іноді шкодять зерновим і технічним культурам, особливо миша польова. Можуть бути носіями геморагічної гарячки з нирковим синдромом і лептоспірозу.

## Види

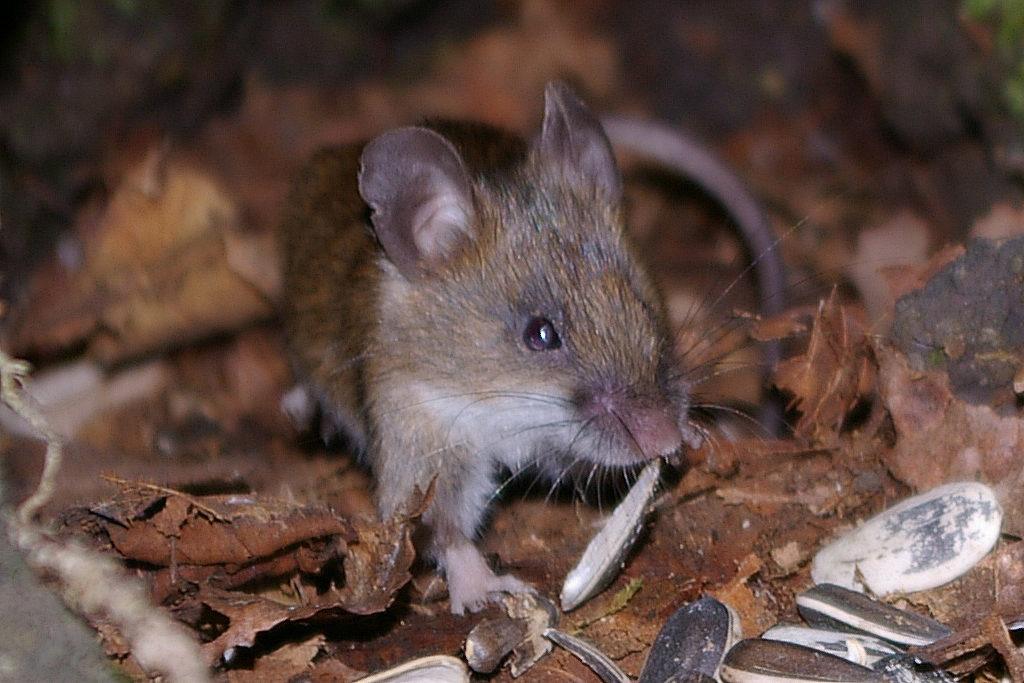
Apodemus argenteus

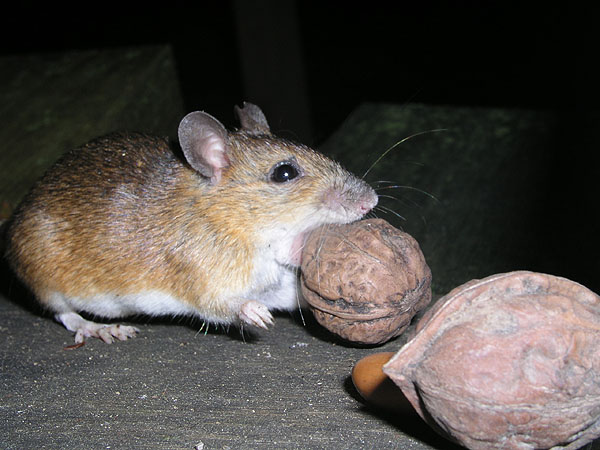
Apodemus speciosus

Рід поділяється на 2 підроди якщо визнавати окремішність роду мишак (Sylvaemus), або 4 підроди:
Підрід Apodemus
- Житник пасистий (Apodemus agrarius) — Європа, Південний Сибір (до Байкалу), Китай (окрім півдня), Приморський край, Приамур'я, Корея, Тайвань;
- Apodemus argenteus — Японія.
- Apodemus chevrieri — центральний та південно-східний Китай.

Підрід Alsomys
- Apodemus draco — Гімалаї, Тибет, південно-східний Китай;
- Apodemus ilex — Китай, М'янма, Індія
- Apodemus gurkha — Непал;
- Apodemus latronum — Тибет, південно-східний Китай;
- Apodemus nigrus — Китай
- Apodemus peninsulae — Південний Сибір, Північний Китай, Приморський край, Корея;
- Apodemus semotus — Тайвань;
- Apodemus speciosus — Японія;

Підрід Karstomys
- Apodemus epimelas — Хорватія, Боснія та Герцеговина, Чорногорія, Сербія та Косово, Албанія, Північна Македонія, Болгарія, Греція
- Apodemus mystacinus — Греція, Туреччина, Грузія, Сирія, Ліван, Ізраїль, Палестина, Йорданія, Ірак
- Apodemus rusiges — Пакистан, Індія

Підрід Sylvaemus
- Apodemus alpicola — Франція, Швейцарія, Німеччина, Ліхтенштейн, Австрія, Італія
- Мишак жовтогрудий (Apodemus flavicollis) — Європа, Туреччина, Вірменія, Сирія, Ліван, Ізраїль, Палестина, Йорданія, Іран
- Apodemus hyrcanicus — Азербайджан, Іран
- Apodemus pallipes — Афганістан, Киргизстан, Таджикистан, Пакистан, Китай, Індія, Непал
- Apodemus ponticus — Росія, Грузія, Вірменія, Азербайджан, Іран
- Мишак європейський (Apodemus sylvaticus) — Європа, пн. Марокко, пн. Алжир, пн. Туніс
- Мишак уральський (Apodemus uralensis) — Чехія, Австрія, Польща, Словаччина, Угорщина, Хорватія, Сербія, Болгарія, Румунія, Молдова, Україна, Білорусь, Литва, Латвія, Естонія, Росія, Грузія, Вірменія, Азербайджан, Туреччина, Іран, Казахстан, Киргизстан, Таджикистан, Афганістан?, Пакистан?, Узбекистан?, Монголія?
- Мишак степовий (Apodemus witherbyi) — Україна, Росія, Греція, Туреччина, Сирія, Ліван, Ізраїль, Йорданія, Грузія, Вірменія, Азербайджан, Іран, Туркменістан